# Янгіабад (Кашкадар'їнська область)
Янгіабад (узб. Yangiobod, Янгиобод) — міське селище в Узбекистані, в Кітабському районі Кашкадар'їнської області.
Статус міського селища з 2009 року.